# Gertruda Polská
Gertruda Polská (asi 1025 – 4. leden 1108) byla polská princezna, dcera krále Měška II. Lamberta a Richenzy Lotrinské a pravnučka římskoněmeckého císaře Oty II.
V roce 1043 se provdala za ruského knížete Izjaslava I. Kyjevského, se kterým měla několik dětí: Jaropolka Izjaslaviče, Mstislava, dceru Eupraxii, která se později provdala za krakovského prince Měška. Často je uznáván jejím synem také velkokníže Svjatopolk II. Izjaslavič, který však mohl být synem Izjaslava a jeho konkubíny.
Gertruda je dnes známa především v kulturních souvislostech: zdědila totiž po své matce skvěle iluminovaný rukopis, známý jako Egbertův žaltář (popř. Trevírský žaltář či Gertrudin kodex), který byl vytvořen v poslední čtvrtině 10. století pro Egberta, arcibiskupa trevírského. Do tohoto kodexu nechala posléze připsat i své vlastní autorské části, kalendář a knihu modliteb (v pozdějších edicích jsou tyto části zvané Folia Gertrudiana). V šesti z téměř sta modliteb se silně autobiografickými prvky se mj. modlí za svého syna Jaropolka a vřelé obraty (unicus filius meus – „můj jediný/oblíbený syn“) jež přitom užívá, naznačují hluboký mateřský vztah k synovi – v literatuře té doby něco vyjadřovaného veřejně jen zřídka. Pro tento svůj počin je kněžna Gertruda považována za nejstarší jménem známou polskou spisovatelku vůbec.